# Globalização arcaica

O sistema mundial do século XIII, conforme descrito por Janet Abu-Lughod

A globalização arcaica é uma fase na história da globalização que, convencionalmente, se refere a eventos e desenvolvimentos globalizantes desde a época das primeiras civilizações até aproximadamente o ano de 1600 (o período seguinte é conhecido como globalização moderna precoce). A globalização arcaica descreve as relações entre comunidades e Estados e como elas foram criadas pela disseminação geográfica de ideias e normas sociais em nível local e regional.
Os Estados começaram a interagir e comercializar com outros nas proximidades como forma de adquirir bens cobiçados que eram considerados de luxo. Esse comércio levou à disseminação de ideias como religião, estruturas econômicas e ideais políticos. Os comerciantes tornaram-se conectados e cientes dos outros de uma forma que não era evidente. A globalização arcaica é comparável à globalização atual em uma escala muito menor. Não só permitiu a disseminação de bens e commodities para outras regiões, mas também permitiu que as pessoas experimentassem outras culturas. As cidades que participavam do comércio eram unidas por rotas marítimas, rios e grandes rotas comerciais terrestres, algumas das quais estavam em uso desde a antiguidade. A comercialização foi desmembrada de acordo com a localização geográfica, com centros entre os locais de flanco servindo como "break-in-bulk" e pontos de troca por mercadorias destinadas a mercados mais distantes. Durante este período de tempo, os subsistemas eram mais autossuficientes do que são hoje e, portanto, menos vitalmente dependentes uns dos outros para a sobrevivência diária. Enquanto o comércio de longa distância veio com muitas provações e tribulações, ainda muito disso aconteceu durante esse período inicial. A vinculação do comércio envolveu oito subsistemas interligados que foram agrupados em três grandes circuitos, que englobavam os circuitos da Europa Ocidental, Oriente Médio e Extremo Oriente. Essa interação durante o comércio foi a maneira da civilização primitiva de comunicar e difundir muitas ideias que fizeram surgir a globalização moderna e permitiram um novo aspecto à sociedade atual.

## Definindo a globalização
A globalização é o processo de aumento da interconexão entre regiões e indivíduos. Os passos para a globalização incluem conexões econômicas, políticas, tecnológicas, sociais e culturais em todo o mundo. O termo "arcaico" pode ser descrito como os primeiros ideais e funções que já foram historicamente aparentes na sociedade, mas podem ter se desintegrado ao longo do tempo.[carece de fontes?]
Existem três pré-requisitos principais para que a globalização ocorra. A primeira é a ideia das Origens Orientais, que mostra como os estados ocidentais se adaptaram e implementaram os princípios que vieram do Oriente. Sem as ideias tradicionais do Oriente, a globalização ocidental não teria surgido como surgiu. A segunda é a distância. As interações entre os estados não eram em escala global e, na maioria das vezes, estavam confinadas à Ásia, Norte da África, Oriente Médio e certas partes da Europa. Com a globalização precoce, era difícil para os Estados interagirem com outros que não estivessem próximos. Eventualmente, os avanços tecnológicos permitiram que os estados soubessem da existência de outros e, por esta razão, a outra fase da globalização pôde ocorrer. A terceira tem a ver com interdependência, estabilidade e regularidade. Se um Estado não é dependente de outro, então não há como eles serem mutuamente afetados um pelo outro. Essa é uma das forças motrizes por trás das conexões e do comércio global; sem ambos, a globalização não teria surgido como surgiu e os Estados ainda seriam dependentes de sua própria produção e recursos para funcionar. Este é um dos argumentos em torno da ideia da globalização precoce. Argumenta-se que a globalização arcaica não funcionou de maneira semelhante à globalização moderna porque os Estados não eram tão interdependentes uns dos outros como são hoje.

## Surgimento de um sistema mundial
Os historiadores argumentam que um sistema mundial estava em ordem antes da ascensão do capitalismo entre os séculos XVI e XIX. Isso é conhecido como foi o início do capitalismo, onde o comércio de longa distância, a troca de mercado e a acumulação de capital existiam entre os estados. Em 800 d.C, surgiram os impérios grego, romano e muçulmano cobrindo áreas conhecidas hoje como China e Oriente Médio. As principais religiões, como o cristianismo, o islamismo e o budismo, espalharam-se por terras distantes, onde muitas ainda estão intactas hoje. Um dos exemplos mais populares de rotas comerciais distantes pode ser visto com a rota da seda entre a China e o Mediterrâneo, movimento e comércio de arte e bens de luxo entre as regiões árabes, sul da Ásia e África. Essas relações através do comércio se formaram principalmente no leste e acabaram levando ao desenvolvimento do capitalismo. Foi nessa época que o poder e a terra passaram da nobreza e da igreja para a burguesia e surgiu a divisão do trabalho na produção. Durante a última parte do século XII e início do século XIII, um sistema de comércio internacional foi desenvolvido entre estados que vão do noroeste da Europa à China.
Durante os anos 1500, outros impérios asiáticos surgiram, que incluíam o comércio a distâncias maiores do que antes. Durante as primeiras trocas entre estados, a Europa tinha pouco a oferecer, com exceção de escravos, metais, madeira e peles. O impulso para a venda de itens no leste impulsionou a produção europeia e ajudou a integrá-los na bolsa. A expansão europeia e o crescimento das oportunidades de comércio possibilitadas pelas Cruzadas aumentaram o renascimento da agricultura, mineração e manufatura. A rápida urbanização em toda a Europa permitiu uma conexão do Mar do Norte a Veneza. Os avanços na industrialização, juntamente com o aumento do crescimento populacional e as crescentes demandas do comércio oriental, levaram ao crescimento de verdadeiros empórios comerciais com saídas para o mar.
Há uma natureza 'multipolar' na globalização arcaica, que envolveu– a participação ativa de não-europeus. Por ser anterior à Grande Divergência do século XIX, em que a Europa Ocidental superou o resto do mundo em termos de produção industrial e produção econômica, a globalização arcaica foi um fenômeno impulsionado não apenas pela Europa, mas também por outros países economicamente desenvolvidos. Centros do Velho Mundo como Guzerate, Bengala, litoral da China e Japão.
Esses movimentos pré-capitalistas eram mais regionais do que globais e, em sua maioria, temporários. Essa ideia de globalização precoce foi proposta pelo historiador AG Hopkins em 2001. Os principais pontos de Hopkins sobre a globalização arcaica podem ser vistos com o comércio e a diáspora que se desenvolveu a partir disso, bem como as ideias religiosas e os impérios que se espalharam por toda a região. Essa nova interação entre os Estados levou a interconexões entre partes do mundo que levaram à eventual interdependência entre esses atores estatais. Os principais atores que participavam da difusão de bens e ideias eram reis, guerreiros, sacerdotes e comerciantes. Hopkins também aborda que, durante esse período, as miniglobalizações foram proeminentes e que algumas entraram em colapso ou se tornaram mais insulares. Essas miniglobalizações são chamadas de episódicas e rompidas com impérios, às vezes, superando e tendo que se retrair. Essas miniglobalizações deixaram resquícios que permitiram ao Ocidente adotar esses novos ideais, levando à ideia de capitalismo ocidental. Os ideais adotados podem ser vistos no sistema monetário ocidental e são centrais para sistemas como o capitalismo que define a modernidade e a globalização moderna.

### Os três princípios da globalização arcaica
A globalização arcaica consiste em três princípios: universalização da realeza, expansão dos movimentos religiosos e compreensão medicinal.
- A universalização da realeza levou soldados e monarcas a longas distâncias a encontrar honra e prestígio. No entanto, a travessia por terras estrangeiras também deu aos viajantes a oportunidade de trocar mercadorias valiosas. Isso ampliou o comércio entre terras distantes, o que consequentemente aumentou a quantidade de relações sociais e econômicas.
- Apesar das grandes distâncias percorridas pelos monarcas e suas companhias, as peregrinações continuam sendo um dos maiores movimentos globais de pessoas.
- Finalmente, o desejo por uma saúde melhor foi o impulso remanescente por trás da globalização arcaica. Embora o comércio de especiarias, pedras preciosas, animais e armas permanecesse de grande importância, as pessoas começaram a buscar remédios em terras distantes. Isso implementou mais rotas comerciais, especialmente para a China para o chá.[14]

### Troca econômica
Com o aumento do comércio e da articulação do Estado, o intercâmbio econômico se estendeu por toda a região e fez com que os atores formassem novas relações. Este desenvolvimento econômico inicial pode ser visto nas Feiras de Champagne, que eram mercados ao ar livre onde os comerciantes viajantes vinham vender seus produtos e fazer compras. Tradicionalmente, as feiras de mercado usavam o escambo em vez do dinheiro, uma vez que os comerciantes itinerantes maiores começaram a frequentá-los, a necessidade de moeda tornou-se maior e um cambista precisava ser estabelecido. Alguns acadêmicos históricos argumentam que este foi o início do papel do banqueiro e da instituição de crédito. Um exemplo pode ser visto com um indivíduo que precisa de um item que o comerciante urbano normalmente não tem em estoque. O buscador do produto faz o pedido do item, que o comerciante promete trazer para ele na próxima vez. O interessado pelo produto teria três opções: dar crédito ao comerciante pagando antecipadamente, dar garantia ao comerciante que só pagará pelo produto assim que o item estiver em estoque ou algum tipo de concessão é feita por meio de um adiantamento. Se o comprador do produto não tiver a quantia exigida pelo comerciante, ele pode tomar emprestado do capital armazenado pelo doleiro ou pode hipotecar parte da colheita esperada, seja de um cambista ou do comerciante de quem está buscando mercadorias. Essa longa transação acabou resultando em um sistema econômico complexo, uma vez que o mercado semanal começou a se expandir do escambo para o sistema monetizado exigido pelo comércio de longa distância.
Um fator revelante do comércio se desenvolveu quando os comerciantes que moram em outras cidades decidiram ir até o centro do mercado com objetivo de comprar ou vender mercadorias. Os comerciantes então começariam a se reunir no mesmo local semanalmente, permitindo que eles combinassem com outros comerciantes para trazer itens especiais para troca que não eram exigidos pelos agricultores locais, mas para os mercados em suas cidades de origem. Quando os moradores na região fazem pedidos antecipados, os clientes de cidades diferentes podem começar a fazer pedidos de itens em uma cidade distante que seu comerciante pode encomendar o seu item. Este ponto de encontro central, torna-se o foco do comércio de longa distância e como ele começou a aumentar.

### Expansão do comércio de longa distância
Para que o comércio pudesse se expandir durante esse período inicial, foram necessárias algumas funções básicas do mercado, bem como dos comerciantes. A primeira foi a segurança. As mercadorias que estavam sendo transportadas passaram a ter mais valor, e os comerciantes precisavam proteger suas mercadorias cobiçadas, principalmente porque viajavam,, muitas vezes, para áreas pobres onde o risco de roubo era alto. Para superar este problema, os comerciantes começaram a viajar em caravanas como forma de garantir a sua segurança pessoal, bem como a segurança dos seus bens. O segundo pré-requisito para o início do comércio de longa distância tinha que ser um acordo sobre uma taxa de câmbio. Como muitos dos comerciantes vinham de terras distantes com diferentes sistemas monetários, um sistema teve que ser implementado como forma de impor o pagamento de mercadorias anteriores, pagar dívidas anteriores e garantir que os contratos fossem cumpridos. A expansão também foi capaz de prosperar, desde que tivesse um motivo de troca como forma de promover o comércio entre terras estrangeiras. Além disso, o acesso de comerciantes externos dos locais de negociação foi um fator crítico no crescimento das rotas comerciais.

### A difusão de bens e ideias
Os bens mais populares produzidos eram as especiarias, que eram comercializadas a curtas distâncias, enquanto os bens manufaturados eram centrais para o sistema e não poderiam ter sido ajudados sem eles. A invenção do dinheiro na forma de moedas de ouro na Europa e no Oriente Médio e papel-moeda na China por volta do século XIII permitiu que o comércio se movesse mais facilmente entre os diferentes atores. Os principais atores envolvidos nesse sistema viam ouro, prata e cobre como valiosos em diferentes níveis. No entanto, as mercadorias foram transferidas, os preços fixados, as taxas de câmbio pactuadas, os contratos celebrados, os créditos concedidos, as parcerias constituídas e os acordos celebrados foram registados e honrados. Durante esse período de globalização, o crédito também foi usado como meio de negociação. O uso do crédito começou na forma de laços de sangue, mas posteriormente levou ao surgimento do “banqueiro” como profissão.
Com a disseminação das pessoas vieram novas ideias, religião e bens por toda a terra, que nunca havia sido observada na maioria das sociedades antes do movimento. Além disso, essa globalização diminuiu o grau de vida feudal ao fazer a transição de uma sociedade autossuficiente para uma economia monetária. A maior parte do comércio que ligava o norte da África e a Europa era controlado pelo Oriente Médio, China e Índia por volta de 1400. Por causa do perigo e do alto custo das viagens de longa distância no período pré-moderno, a globalização arcaica surgiu do comércio de mercadorias de alto valor que ocupavam uma pequena quantidade de espaço. A maioria dos bens produzidos e comercializados eram considerados de luxo e muitos consideraram aqueles itens de maneira cobiçada, tendo um lugar mais alto na escala social.[carece de fontes?]
Exemplos de tais bens de luxo incluem sedas chinesas, ervas exóticas, café, algodão, ferro, chita indiana, cavalos árabes, pedras preciosas e especiarias ou drogas como noz- moscada, cravo, pimenta, âmbar e ópio. O século XIII, bem como os dias atuais, favorecem os itens de luxo devido ao fato de que pequenas mercadorias de alto valor podem ter altos custos de transporte, mas ainda têm um alto valor associado a elas, enquanto mercadorias pesadas de baixo valor não valem a pena ser transportadas para muito longe. As compras de itens de luxo como esses são descritas como consumo arcaico, já que o comércio era amplamente popular para esses itens, em oposição às necessidades cotidianas. A distinção entre alimentos, drogas e matéria médica é, muitas vezes, bastante turva em relação a essas substâncias, que eram valorizadas não apenas por sua raridade, mas porque apelavam para teorias humorais da saúde e do corpo que eram predominantes em toda a Eurásia pré-moderna. 

### Principais rotas comerciais
Durante o tempo da globalização arcaica, havia três grandes rotas comerciais que ligavam a Europa, a China e o Oriente Médio. A rota mais ao norte passava principalmente pelo Império Mongol e tinha quase 5 000 milhas de comprimento. Embora a rota consistisse principalmente em vastas extensões de deserto com poucos ou nenhum recurso, os comerciantes ainda a percorriam. A rota ainda era percorrida porque, durante o século XIII, Kubilai Khan uniu o Império Mongol e cobrava apenas um pequeno aluguel de proteção aos viajantes. Antes da unificação, os comerciantes do Oriente Médio usavam o caminho, mas eram parados e tributados em quase todas as aldeias. A rota do meio ia da costa da Síria até Bagdá, local onde o viajante podia seguir a rota terrestre pela Pérsia até a Índia; ou navegar até a Índia pelo Golfo Pérsico. Entre os séculos VIII e X, Bagdá era uma cidade mundial, mas no século XI começou a declinar devido a desastres naturais, incluindo inundações, terremotos e incêndios. Em 1258, Bagdá foi tomada pelos mongóis. Os mongóis forçaram altos impostos sobre os cidadãos de Bagdá, o que levou a uma diminuição na produção, fazendo com que os comerciantes contornem a cidade. A terceira rota, mais ao sul, passou pelo Egito controlado pelos mamelucos. Após a queda de Bagdá, o Cairo se tornou a capital islâmica.
Algumas grandes cidades ao longo dessas rotas comerciais eram ricas e prestavam serviços para comerciantes e mercados internacionais. Palmira e Petra, localizadas nas margens do deserto sírio, floresceram principalmente como centros de poder do comércio. Eles policiariam as rotas comerciais e seriam a fonte de suprimentos para as caravanas de comerciantes. Eles também se tornaram lugares onde pessoas de diferentes origens étnicas e culturais podiam se encontrar e interagir. Essas rotas comerciais eram as vias de comunicação para as antigas civilizações e suas sociedades. Novas invenções, crenças religiosas, estilos artísticos, linguagens e costumes sociais, bem como bens e matérias-primas, eram transmitidos por pessoas que se deslocavam de um lugar para outro para realizar negócios.

### Protoglobalização
A protoglobalização é o período que se seguiu à globalização arcaica que ocorreu entre os séculos XVII e XIX. As rotas globais estabelecidas no período da globalização arcaica deram lugar a rotas em expansão mais distintas e sistemas de comércio mais complexos no período da protoglobalização. Arranjos comerciais familiares, como a Companhia Britânica das Índias Orientais, surgiram nesse período, possibilitando trocas em maior escala. O comércio de escravos era especialmente extenso e a produção em massa associada de mercadorias nas plantações é característica dessa época.
Como resultado de uma quantidade mensurável de regiões poliétnicas devido a essas rotas comerciais de maior frequência, a guerra tornou-se proeminente. Tais guerras incluem a Guerra Franco-Indígena, a Guerra Revolucionária Americana e a Guerra Anglo-Holandesas entre a Inglaterra e a República Holandesa.

### Globalização moderna
A forma moderna de globalização começou a tomar forma durante o século XIX. Os primórdios em evolução deste período foram, em grande parte, responsáveis pela expansão do Ocidente, do capitalismo e do imperialismo apoiados pelo Estado-nação e pela tecnologia industrial. Isso começou a surgir durante os anos 1500, continuando a se expandir exponencialmente ao longo do tempo, à medida que a industrialização se desenvolveu no século XVIII. As conquistas do Império Britânico e as Guerras do Ópio contribuíram para a industrialização e formação da crescente sociedade global porque criaram vastas regiões de consumo.
A Primeira Guerra Mundial foi quando a primeira fase da globalização moderna começou a tomar força. É dito por VM Yeates que as forças econômicas da globalização foram parte da causa da guerra. Desde a Primeira Guerra Mundial, a globalização se expandiu muito. As melhorias em evolução das empresas multinacionais, tecnologia, ciência e veículos de comunicação social foram resultados de extensas trocas mundiais. Além disso, instituições como o Banco Mundial, a Organização Mundial do Comércio e muitas empresas internacionais de telecomunicações também moldaram a globalização moderna. A World Wide Web também desempenhou um grande papel na globalização moderna. A internet fornece conectividade através das fronteiras nacionais e internacionais, auxiliando na ampliação de uma rede global.